# La Ferrière-au-Doyen (Calvados)
La Ferrière-au-Doyen is een plaats en voormalige gemeente in het Franse departement Calvados in de regio Normandië en telt 90 inwoners (2013).

## Geschiedenis
Op 1 januari 1973 werd de gemeente opgeheven en aan Saint-Martin-des-Besaces toegevoegd, dat op zijn beurt op 1 januari 2016 fuseerde met de gemeenten van het gemeentelijke samenwerkingsverbande communauté de communes de Bény-Bocage tot de huidige gemeente Souleuvre-en-Bocage. Deze gemeente maakt deel uit van het arrondissement Vire.
Beaulieu · Le Bény-Bocage · Bures-les-Monts · Campeaux · Carville · Étouvy · La Ferrière-au-Doyen · La Ferrière-Harang · La Graverie · Malloué · Montamy · Mont-Bertrand · Montchauvet · Le Reculey · Saint-Denis-Maisoncelles · Sainte-Marie-Laumont · Saint-Martin-des-Besaces · Saint-Martin-Don · Saint-Ouen-des-Besaces · Saint-Pierre-Tarentaine · Le Tourneur